# Palazzo Malipiero

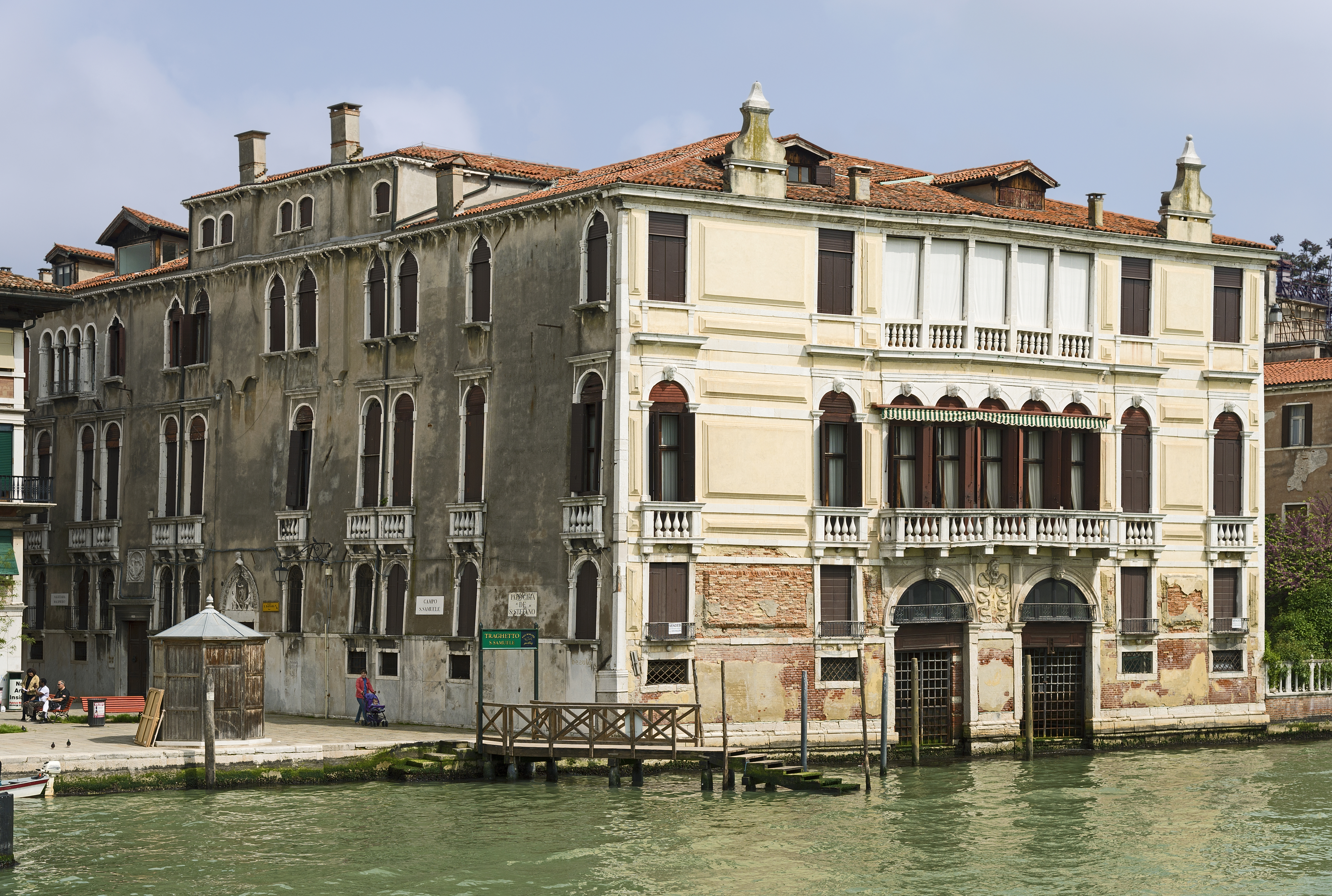
Die Fassade des Palazzo Malipiero

Der Palazzo Malipiero, auch  Palazzo Cappello Malipiero Barnabò oder Palazzo Malipiero Cappello, früher auch Ca’ Granda de San Samuel genannt, ist ein Palast in Venedig. Er liegt im Sestiere San Marco mit Blick auf den Canal Grande neben der Kirche San Samuele und der Ca’ del Duca.
Man weiß, dass die Soranzo ihn vermutlich erbauen ließen, er irgendwann den Cappello gehörte, auch den Malipiero, die ihm schließlich sein heutiges Aussehen gaben, und auch den Barnabò.
Das Gebäude, das im byzantinischen Stil errichtet wurde, hat eine stark gegliederte Struktur, was darauf zurückzuführen ist, dass jeder Eigentümer den Palast an seine eigenen Erfordernisse und an seinen eigenen Geschmack angepasst hat.

## Geschichte

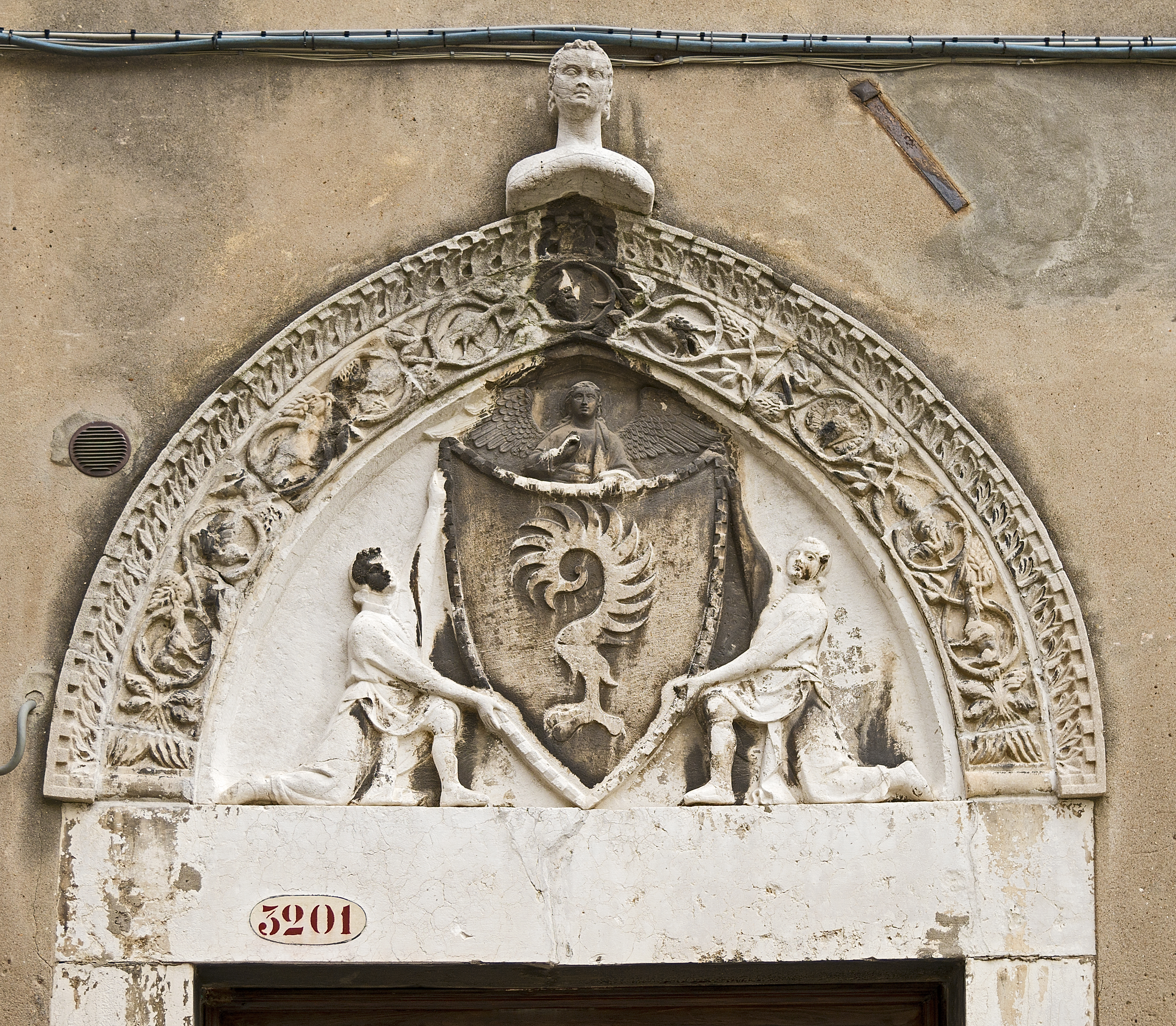
Das Wappen der Malipiero

Das Gebäude wurde vermutlich im 10. oder 11. Jahrhundert für die Soranzo gebaut, eine Familie von sehr alter Herkunft, die sehr aktiv im Handel war und die unter anderem zusammen mit den Boldù die angrenzenden Kirche San Samuele erbauen ließ. Der Palast, der im 13. Jahrhundert im gotischen Stil um eine Etage aufgestockt wurde, wurde um 1465 in mütterlicher Linie an die Cappello vererbt, eine weitere Familie, die sich dem Handel verschrieben hatte und vermutlich schon in Geschäftsbeziehungen mit den Soranzo stand.
Um 1590 zogen die Malipiero bei den Cappello ein und einige Jahre später erlangte Caterino Malipiero in Folge seiner Heirat mit Elisabetta Cappello und darauf folgender Erwerbungen das Eigentum an dem gesamten Gebäude. Auf ihn sind etliche Restaurierungen und Erweiterungen zurückzuführen, die für das Jahr 1622 bezeugt und mit dem Siegel „K. M.“ (Caterino Malipiero), eingefügt in ein Relief über dem Zugangstor zur großen Eingangshalle vom Campo di San Samuele und der gleichnamigen Kirche aus, versehen sind. In der Kirche erscheint das Wappen mit der Hahnenkralle des Hauses. Viele Männer der Familie schlugen eine militärische Karriere ein; verbürgt ist z. B. Guido Malipiero „de' la Ca’ Granda de’ San Samuel“ (Palazzo Malipiero), erster venezianischer Friedensrichter von Korfu, dem von dankbaren Einwohnern der Insel eine kleine Insel vor dem Hafen der Stadt gewidmet wurde, die bis zum Ende der venezianischen Herrschaft „Scoglio Malipiero“ genannt wurde und noch heute im Griechischen „Vido“ (vermutlich nach Guido Malipiero) heißt.
Um 1725 ließen die Malipiero mit umfangreichen Restaurierungs- und Erweiterungsarbeiten beginnen, dank derer der Palast sein heutiges kompaktes und homogenes Aussehen erhalten hat. Der Palast der Cappello und Malipiero ging, nachdem er vier Jahrhunderte in der Familie weitervererbt worden war, nach dem Aussterben des Hauses Malipiero im Jahre 1778 und das ganze 19. Jahrhundert hindurch, wie eine große Zahl venezianischer Patrizierpaläste, durch mehrfache Übertragungen von Hand zu Hand.
Diese Eigentumswechsel beförderten den Verfall des Gebäudes, bis der Erwerb durch die Familie Barnabò, die sich um 1951 zu einer durchgehenden Restaurierung verpflichtet hatte, dem Palast und seinem Inneren wieder ein Aussehen im Stil des 18. Jahrhunderts verschaffte.

## Giacomo Casanova und die Malipiero di San Samuele
Es gibt nur wenige Informationen über die Ereignisse, die sich im Palast abspielten, wenn es auch sicher ist, dass die Cappello sich Ende des 15. Jahrhunderts neben ihren Geschäften der aufstrebenden Verlagsbranche verschrieben und an die Druckereien in den Lagerhäusern neben dem Palazzo San Samuele zahlreiche Bände mit ihrer Marke gegeben haben.
Wir wissen dagegen, dass die Kirchengemeinde von San Samuele wegen des Baus zweier Theater (Teatro San Samuele und Teatro Sant’Angelo), der zwischen 1656 und 1676 erfolgte, beide sehr erfolgreich, sah, wie sich das urbane Gefüge der Nachbarschaft veränderte, die zunehmend von denen bewohnt wurde, die mit Theatern zu tun hatten: Schauspieler, Autoren und Impresarios. Dies hatte auch einen Einfluss auf den Palazzo Malipiero.
Z.B. ist bekannt, dass Giacomo Casanova, der in der Calle della Comedia (heute umbenannt in Calle Malipiero) in einem an den Palazzo Malipiero angrenzenden Gebäude geboren wurde, ihn ab 1740 eifrig besuchte, nachdem er mit dem Senator Alvise II. Malipiero, genannt „Gasparo“, vertraulich umging.
Hier hatte er die Gelegenheit, eine Reihe von Unterhaltungen mit maßgeblichen Persönlichkeiten und einer großen Zahl von Damen zu führen, bis zu dem Tag, an dem er in einer zu intimen Situation in Begleitung von Teresa Imer überrascht wurde, einer jungen Frau, in die sich der ältere Alvise II. Malipiero verliebt hatte. In der Folge wurde der junge Giacomo in übler Art und Weise aus dem Gebäude gejagt. Trotz dieses Unglücks hat uns Casanova in seinem Buch Histoire de ma vie von Alvise II. Malipiero ein lebendiges und aussagekräftiges Bild für den Beitrag zur Geschichte der Sitten im Venedig de 18. Jahrhunderts hinterlassen. Auch Carlo Goldoni, der in der Nähe des Corte del Duca und in der Nähe des Vaters von Teresa Imer, Giuseppe Imer, einem bekannten Theaterimpresario, wohnte, war vermutlich Gast des Senators Alvise.
Das Verschwinden der Theater im 19. Jahrhundert beendete, was mit dem Fall der Republik Venedig begonnen hatte und Kirchengemeinde und Palast wurden in Stille gehüllt. Im Palazzo Malipiero starb 1948 der venezianische Komponist Ermanno Wolf-Ferrari, nachdem er aus dem Exil in der Schweiz zurückgekehrt war, das er sich selbst im Zweiten Weltkrieg gewählt hatte. Und so geschah es erst um 1950 dank der Gründung des Zentrums im Palazzo Grassi, dass dieser Teil der Stadt einen Teil ihrer kulturellen Dynamik zurückerlangte. Auch der Palazzo Malipiero hatte sich ab 1986 der Aufnahme des Kunststudios Barnabò verschrieben und war ab 1991 Sitz des multimedialen Verlagshauses Il Tridente. Später, 1999, beherbergte der Palazzo Malipiero das offizielle Pavillon der Republik Slowenien auf der Biennale di Venezia und 2011 das Pavillon der Republik Montenegro, sowie viele andere Kunstausstellungen. Heute ist der Palast Giacomo Casanova gewidmet, und zwar mit einem Museum, das seinen Namen trägt und in dem die Geschichte der architektonischen Entwicklung und der Ereignisse im Palast in den zehn Jahrhunderten seiner Existenz rekonstruiert und erzählt wird.

## Architektonische Entwicklung

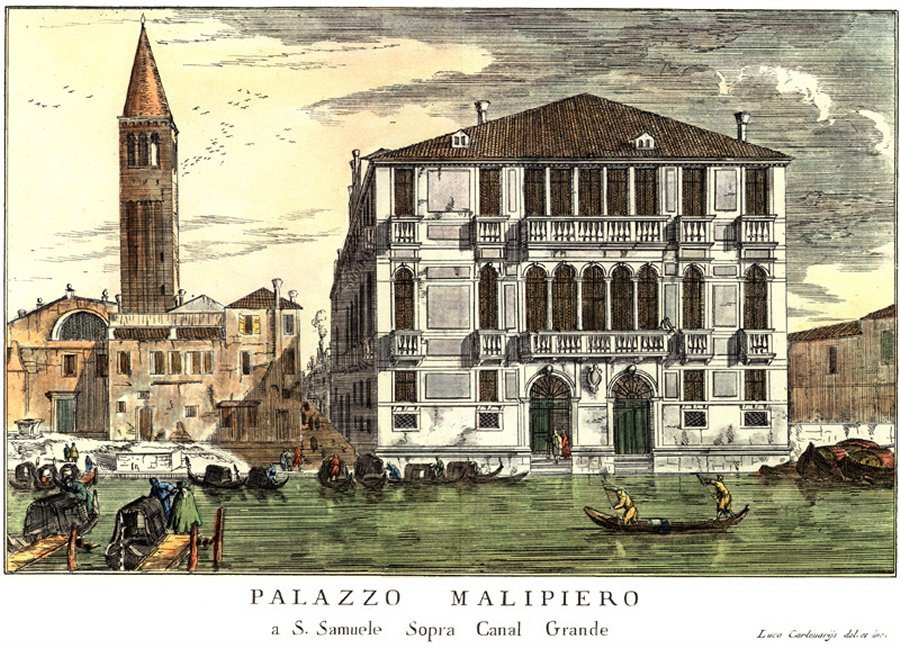
Luca Carlevarijs: Ansicht des Palazzo Malipiero vom Canal Grande aus

Die Ca’ Granda di San Samuele ist, wie alle venezianischen Paläste, mit zwei übereinanderliegenden Hauptgeschossen versehen, aber in diesem Falle hat jedes davon eine eigene Treppe, ein eigenes Wasserportal und ein eigenes Eingangsportal von der Straße aus. Im zweiten Hauptgeschoss gelangt man durch das ältere, byzantinische Portal, wogegen man durch das große Hauptportal in den großen Innenhof aus dem 17. Jahrhundert gelangt, der zum meisterhaften Appartement im ersten Hauptgeschoss führt, an das ein großer, monumentaler Innenhof, das Portal zum Kanal und ein Garten aus dem 18. Jahrhundert angeschlossen sind.
Der Palast wurde zusammen mit einigen Gebäuden dahinter von Soranzo zwischen dem 10. und dem 11. Jahrhundert im venezianisch-byzantinischen Stil aufgebaut, wie sich das große Portal (Hausnummer 3201) und das Vierfachfenster mit Eselsrückenbögen (heute integriert in das spätere, gotische Gebäude) beweisen ließen, die in der Hinteransicht zur Kirche San Samuele hin liegen.
Gegen Mitte des 14. Jahrhunderts baute auch Soranzo auf die alte Ca’ Granda ein zweites Geschoss auf, wie die Spitzbogenform der Fenster zeigt. Der neue, gotische Teil passt sich so an das darunterliegende Stockwerk mit Loggia an und integriert Elemente der byzantinischen Konstruktion.
Nach der Mitte des 16. Jahrhunderts  entschlossen sich die Cappello, den Palast erweitern zu lassen, bevor sie dann ein offensichtlich einfacheres und kürzeres Gebäude hatten, das einen leeren Raum an der Seite des Gartens nutzte und dazu führte, dass die Fassade zum Canal Grande hin ihre heutige Breite erlangte.
Die Erweiterung des Palastes setzte Caterino Malipiero fort, der 1622 einen neuen, breiten Empfangssaal (Hausnummer 3200) an das Appartement des ersten Hauptgeschosses anbauen ließ, wo vorher ein kleiner Palast stand, der sich später an den zum Canal Grande hin anlehnte.
In der zweiten Hälfte des 17. Jahrhunderts war der Palast mit seiner Architektur, die das Barock ignorierte, unter den reicheren und bemerkenswerteren in Venedig.
Vor der Mitte des 18. Jahrhunderts schließlich ließen die Malipiero einen letzten, umfangreichen Umbau nach einem komplexen, heute nicht mehr erhaltenen Plan zu Ende führen, um ihrem Palast eine noch breitere und würdigere Form zu verleihen.
Der Palast wurden dann mit dem Gebäude auf der Rückseite vereinigt, wobei die Gasse, die sie getrennt hatte, eliminiert und die Fassaden zum Platz wurden. Darüber hinaus erweiterte man den Garten, wobei auch ein Teil des Ramo Malipiero integriert wurde, der den Palast umgab, und so eine neue perspektivische Achse geschaffen wurde, die vom Haupteingang vom Platz aus über den Hof zum Garten führt.
Dies ist durch eine Reproduktion des Palastes bezeugt, die von Luca Carlevarijs um 1718 angefertigt wurde. Im Durchblick sieht man, wie die Seite des Palastes zur Kirche hin unmittelbar hinter den beiden Zugangstüren und nicht, wie heute, etwa 30 Meter weiter endet. Aus früheren Publikationen weiß man dagegen, wie das Gebäude durch eine Gasse namens „Malipiero“ abgegrenzt war, die heute verschwunden ist (auch wenn im 20. Jahrhundert dieser Weg wieder hergestellt wurde und den Namen der benachbarten „Calle della Comedia“ trägt, wo Giacomo Casanova geboren wurde).
Im 19. Jahrhundert wurde der Palast vielleicht vernachlässigt, aber als Gebäude des 18. Jahrhunderts intakt erhalten, und erst Anfang des 20. Jahrhunderts begannen Restaurierungsarbeiten, bis dann die Familie Barnabò durch die radikale Restaurierung, die in den 1950er-Jahren unter der Aufsicht von Nino Barbantini ausgeführt wurde, nicht mehr dauerhaft in den Palast mit seinen Innenräumen und seinem einzigartigen Garten die alte Ansicht wiederherstellte.

## Der Garten
Der Garten des Palazzo Malipiero stammt, wie viele andere, aus dem Ende des 18. Jahrhunderts, aus derselben Zeit, als viele der großen Palastgärten in den Randbereiche der Stadt verschwanden, ausgelöst durch die Expansion der Industrie, der Wohnbebauung und der Gewerbeimmobilien.
Vermutlich wegen der Typologie des Gebäudes, das durch eine große Eingangshalle auf dem Weg vom Platz zum Innenhof gegenüber dem Eingang vom Kanal aus charakterisiert ist, ist die Anlage des Gartens sehr original. Der Bereich, der durch ein einfaches Buchsbaumdesign gekennzeichnet ist, erstreckt sich seitlich am Palast entlang, sowohl am Innenhof als auch am Canal Grande ausgerichtet.
Wenn also der Garten vom Canal Grande aus in zwei spiegelsymmetrische Teile mit einem Fokus, der mit dem Brunnen des Nymphäums des Herkules zusammenfällt, aufgeteilt ist, erfasst man, wenn man aus der Empfangshalle aus dem 17. Jahrhundert in den Garten eintritt, die perspektivische Sicht, die die Empfangshalle selbst mit dem Brunnen und dem großartigen Neptun an der dem Garten gegenüber liegenden Wand verbindet, vollständig.
Zur Szenerie des Gartens trägt eine reiche Ausstattung mit Statuen aus dem 19. Jahrhundert bei. Außerdem macht der Gebrauch des Buchses mit seinen dunklen und intensiv farbigen Tönen und seinem geschickten Schnitt die Kulisse beeindruckender und betont die Theatralik.
Im Garten ist die Einheit von Cappello und Malipiero bezeichnenderweise durch das große Puteal mit dem Wappen der Malipieros bezeugt, in dem die Übereinstimmung der beiden Ehepartner Caterino und Elisabetta, dargestellt ist.